# Bassetthorn
Das Bassetthorn ist ein Mitglied der Klarinettenfamilie. Durch seinen Aufbau erreicht es einen Tonumfang von mehr als vier Oktaven.

## Funktion
Das Bassetthorn ist der Vertreter der Tenorlage in der Klarinettenfamilie. Es transponiert in F, klingt also eine Quinte tiefer als notiert (insofern besteht eine gewisse Verwandtschaft mit dem Englischhorn in F). Üblicherweise wird sein Part im Violinschlüssel geschrieben, in älteren Werken finden sich auch tiefe Bassetthornstimmen im Bassschlüssel. Diese allerdings sollen eine Quarte höher klingen als notiert, müssen also vom Musiker nach oben oktaviert gegriffen werden. Der Tonumfang des Bassetthorns in F reicht notiert von c (kleine Oktave) oder, je nach Bautyp, von H (große Oktave) bis zum d4. Neben der heute gebräuchlichen Stimmung in F gibt oder gab es auch Bassetthörner in G-, E-, Es- und D-Stimmung (u. a. Albrechtsberger 1790). Das Kontrabassetthorn in F, eine Erfindung des Göttinger Instrumentenbauers Johann Heinrich Gottlieb Streitwolf im Jahr 1829, steht eine Oktave tiefer als das F-Bassetthorn (T. Grass, D. Demus, Das Bassetthorn, 3. Aufl. 2023, S. 229).

## Aufbau

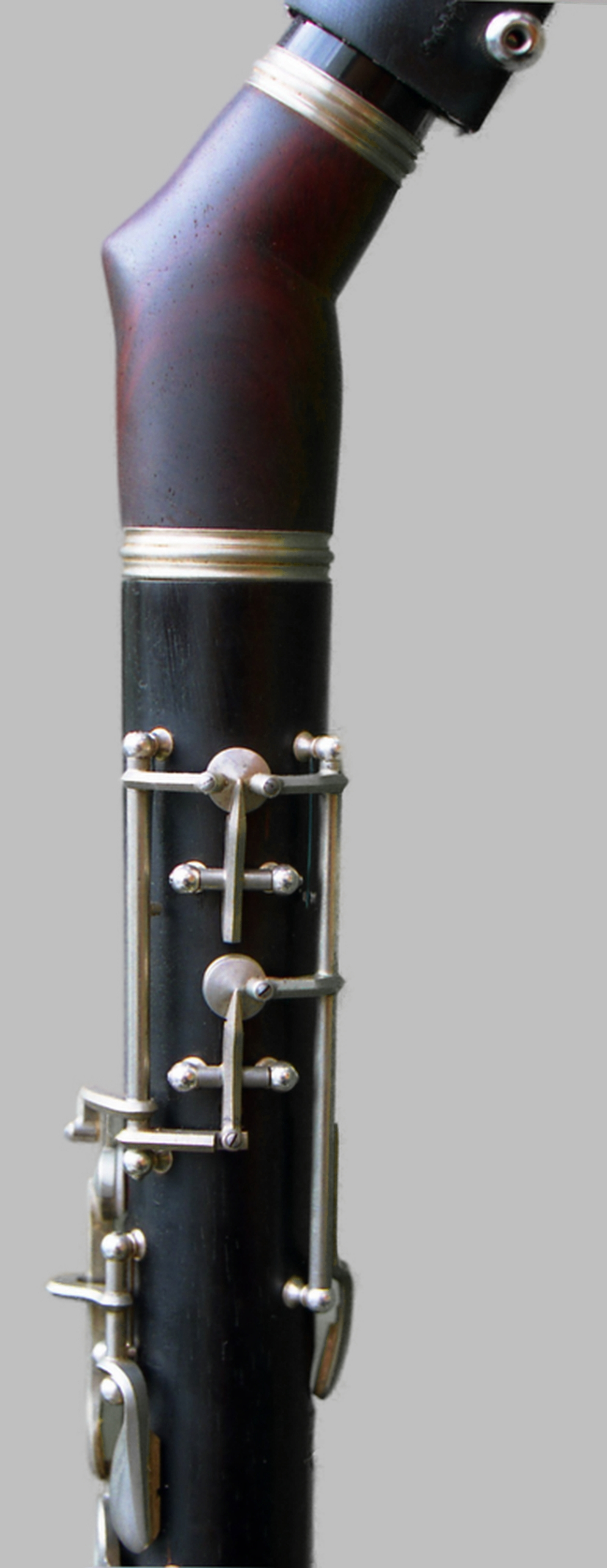
Abgewinkelte Birne eines mod. Bassetthorns (dt. System, Richard Müller Bremen)

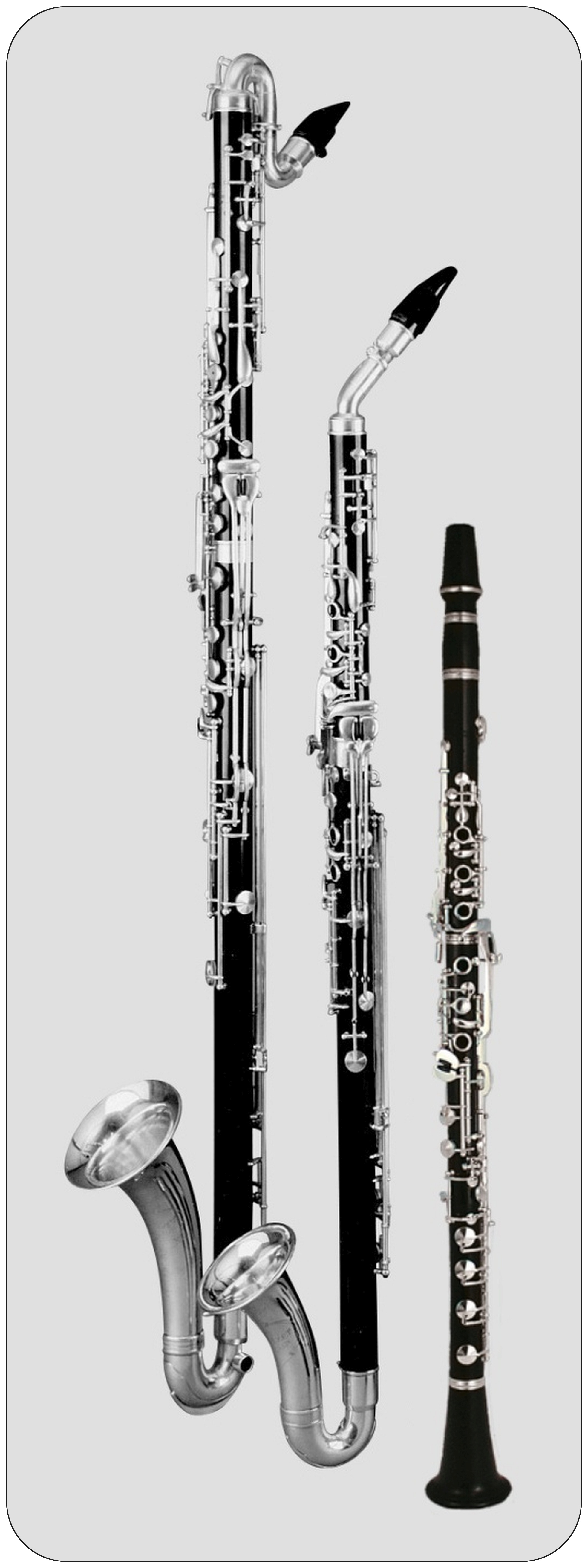
Bassklarinette, Bassetthorn und Bassettklarinette im Vergleich (Herbert Wurlitzer, Leitner & Kraus)

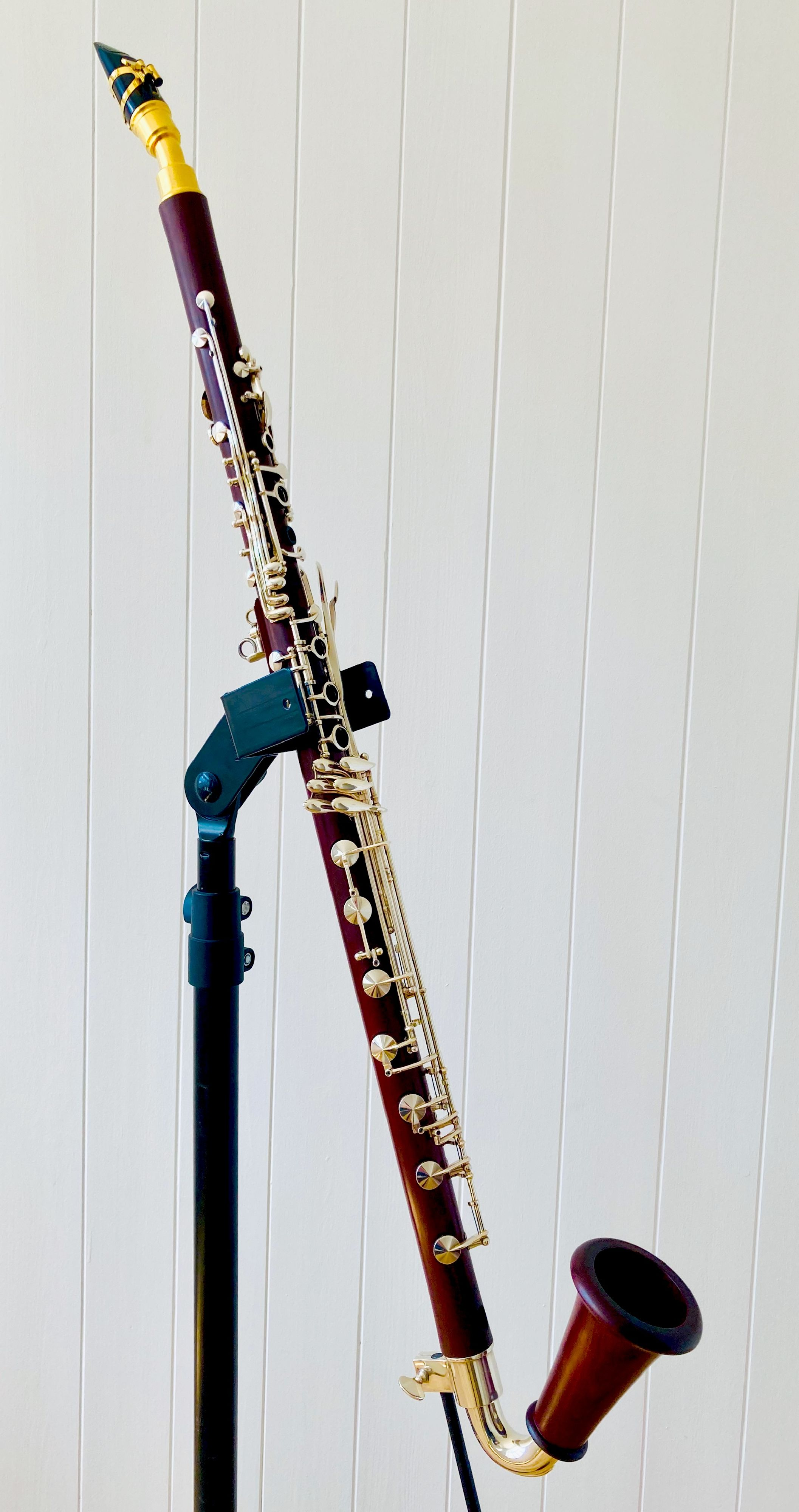
Modernes Bassetthorn in G (Böhm-System)

Die Instrumente ganz links und ganz rechts auf dem Bild in der Infobox (Wurlitzer bzw. Buffet Crampon) stehen für die Standardbauweise eines modernen Bassetthorns. Hauptbestandteile des Instruments sind (von oben nach unten) Das Mundstück, der S-Bogen, das Oberstück, das Unterstück und die Stürze. Während bei der normalen Klarinette das Mundstück über eine Birne, auch Fässchen genannt (in der Regel aus Holz), mit dem Oberstück verbunden wird, ist das Verbindungsstück beim Bassetthorn ein gebogener S-Bogen aus Metall oder eine gebogene, ein- oder mehrteilige Holzbirne, wie z. B. beim Instrument der Firma Schwenk & Seggelke. Ähnlich verhält es sich bei dem aus verschiedenen Perspektiven an zweiter und dritter Stelle von links abgebildeten Instrument (Richard Müller, Bremen), bei dem die Verbindung zwischen Mundstück und Oberstück durch eine gewinkelte Birne aus Cocobolo erfolgt, siehe auch das Foto links. Beide S-Bogenbauformen haben einen leicht unterschiedlichen Klang.
Bei der normalen Klarinette wird der Schalltrichter (Becher oder Stürze) zumeist aus demselben Material, in den meisten Fällen somit aus Holz, gefertigt wie der Korpus. Beim Bassetthorn (und den tieferen Klarinetten, wie Bass-, Kontraalt- und Kontrabass-Klarinette) tritt an die Stelle des Bechers ein geschwungener Schalltrichter aus Metall ähnlich wie beim Saxophon. Heute bauen mehrere Firmen Bassetthorn-Stürzen aus Holz und einem proximalen gebogenen Metallrohr. Beide Stürzenbauformen weisen einen leicht unterschiedlichen Klang auf.
Bassetthörner werden wie die anderen Klarinetten mit dem deutschen und dem französischen Griffsystem sowie dem Reform-Böhm-System bzw. dem französischen System mit deutscher Innenbohrung angeboten, jeweils mit zusätzlichen Klappen (Bassettklappen) für die vier tiefsten, auf den normalen Klarinetten nicht vorhandenen Töne c, cis, d und dis, so wie sie auch auf einer Bassettklarinette und einer langen Bassklarinette vorhanden sind. Sie werden bei historischen Instrumenten und solchen mit deutschem Griffsystem mit dem rechten Daumen gegriffen und bei modernen französischen Instrumenten, etwas leichter zu greifen, teils mit dem Daumen, teils mit den beiden kleinen Fingern. Zu den Griffweisen im Einzelnen sh. den Artikel Bassettklarinette.
Die sechs Tonlöcher auf der Oberseite können insbesondere bei historischen Instrumenten ungedeckelt sein, als offene Tonlöcher wie bei den höheren Klarinetten. Bei modernen Instrumenten ist das eine Ausnahme, meistens sind diese teilweise (in verschiedenen Varianten) oder komplett gedeckelt vorhanden (Abb. bei T.Grass, D.Demus, Das Bassetthorn, 3. Aufl. 2023, S. 16, 18, 20, 24, 26, 44, 46).

## Geschichte
Um 1750–1760 wurden die ersten Bassetthörner gebaut. Es sind dies ein unsigniertes Instrumentenpärchen (Ges.d. Musikfreunde Wien, Inv.135/136), das anonyme, im Ursprung einzige vierklappige Instrument des Musikers Jo. Paul Pleidinger (Museum Carolino Augusteum Salzburg, Inv.18/30), sowie das mit „AA“ und „SS“ signierte Pärchen (Benediktinerstift Kremsmünster, Sig.54 und 55). Diese wurden in F- und G-Stimmung gebaut. Zusammen mit den bereits fortschrittlicheren Instrumenten von Anton und Michael Mayrhofer aus Passau, die um 1770 entstanden, bildeten die ersten Bassetthornhersteller aufgrund baulicher Gemeinsamkeiten geographisch den „Passauer Kreis“, zu dem Roding, Stralfeld, Triftern und Passau gehörten (Niederbayern bzw. Oberpfalz). Man kann davon ausgehen, dass die genannten Hersteller voneinander wussten und Informationen austauschten (T.Grass, D.Demus, S. 59 ff). Da die tiefere Stimmung eine längere Luftsäule erforderte, wurden die ersten Instrumente in Form eines Halbkreises (Sichelform) hergestellt, damit sie trotz ihrer Länge handlich blieben. Es ist anzunehmen, dass der Name Bassett-Horn einerseits von dieser charakteristischen Form herrührt, andererseits von der metallenen Stürze, die die Klarinette nicht hatte. Eine Verlängerung des Rohres wurde mehrfach gewunden und in einem Holzquader, dem sogenannten „Buch“ am unteren Ende des Bassetthorns zwischen Stürze und Unterstück angebracht.
Später wurde die Sichelform zugunsten einer gewinkelten Bauart aus zwei oft geraden Teilen und einem mittigen Knie aufgegeben. Das Klappensystem entwickelte sich parallel zur Klarinettenmechanik weiter. Eine Mischform zwischen Bassetthorn und Klarinette ist die Bassettklarinette in A oder B, für die Mozart sein Klarinettenkonzert ursprünglich komponierte; sie wurde in Wien von Theodor Lotz für Anton Stadler, einem Freund Mozarts, gebaut. Er verlängerte die normale A-Klarinette um ca. 18 cm und versah sie mit zusätzlichen Klappen für die oben genannten vier tieferen Töne. Wohl kein anderes Holzblasinstrument wurde in unterschiedlicheren Bauformen hergestellt als das Bassetthorn. Die gestreckte, gerade Form begann sich erst in der Mitte des 19. Jahrhunderts durchzusetzen. In verschiedenen Publikationen ist von einer historischen Blütezeit von ca. 1772 bis etwa 1830 und einem anschließenden Niedergang (G.Melville-Mason: silescent period) die Rede, ohne dass diese Behauptungen wirklich begründet werden. D. Demus zeigte, dass sich die Anzahl der historischen Werke mit Bassetthorn von 1760 bis 1870 nur auf 941 beläuft, eine bescheidene Zahl im Vergleich zur Gesamtmasse historischer Musik (T. Grass, D. Demus, Das Bassetthorn, 3. Aufl. 2023, S. 217ff). Von 1870 bis 1910 und von 1910 bis 1970 kommt es zu einem Rückgang, aber ein Verschwinden des Bassetthorns lässt sich nicht belegen. Die These, das Bassetthorn habe sich in den größer werdenden Ensembles tonlich nicht durchsetzen können, ist ziemlich abwegig. Es wurde überhaupt nur sehr selten in das größer werdende Orchesterinstrumentarium des 19. Jahrhunderts aufgenommen. Es war und ist ein Instrument spezieller Klarinettenvirtuosen, die neue Werke initiieren, selbst komponieren und arrangieren, angefangen von Anton David und Vincent Springer, Anton Stadler, Carl Baermann, bis hin zu Milan Kostohryz, Jiri Kratochvil, Hans Rudolf Stalder, Heinrich Fink, Ernst Flackus, Suzanne Stephens, Burkard Kunkel, Michele Marelli, Robert Sebesta, Ernst Schlader, Lisa Kronsteiner, sowie Sabine und Wolfgang Meyer und Reiner Wehle. Es war und ist durchaus ein Modeinstrument gewesen, welches sich nur größere Höfe leisten konnten und für die reisenden Virtuosen des 18. und 19. Jahrhunderts spektakulär gewesen ist. Es war immer ein Instrument mit ganz besonderen Klangeffekten, besonders als Soloinstrument, im Duo oder Trio geblasen oder in der Oper, und fand nie weite Verbreitung. Es gab keine historische Blütezeit, aber seit 1970 bis heute findet eine moderne Blütezeit statt. Dies geschieht auch in Verbindung mit der historischen Aufführungspraxis, und mit der neu entstehenden Literatur für Klarinettenquartett (zwei Klarinetten, Bassetthorn und Bassklarinette) und für Klarinettenchor. Richard Strauss war nach Gustave Poncelet der erste, der Bassetthörner im 20. Jahrhundert einsetzte: 1902 im ersten der "zwei Gesänge" op. 51, "Elektra " (1908), Der Rosenkavalier (1910), "Die Frau ohne Schatten" (1917), "Daphne" (1937), "Die Liebe der Danae" (1940), "Capriccio" (1942), sowie in den beiden Sonatinen für Bläser 1943 und 1944/45. Karlheinz Stockhausen komponierte 49 Werke für die Bassetthornistin Suzanne Stephens (in: T. Grass, D. Demus: Musik-Katalog für Bassetthorn und Bassettklarinette", Edition vom 31.3.2023, link über: www.deutsche-klarinettengesellschaft.de/service/katalog-bassetthornliteratur). Im Katalog sind über 4500 Bassetthorn- und ca. 100 Bassettklarinettenwerke erfasst.

## Verwendung

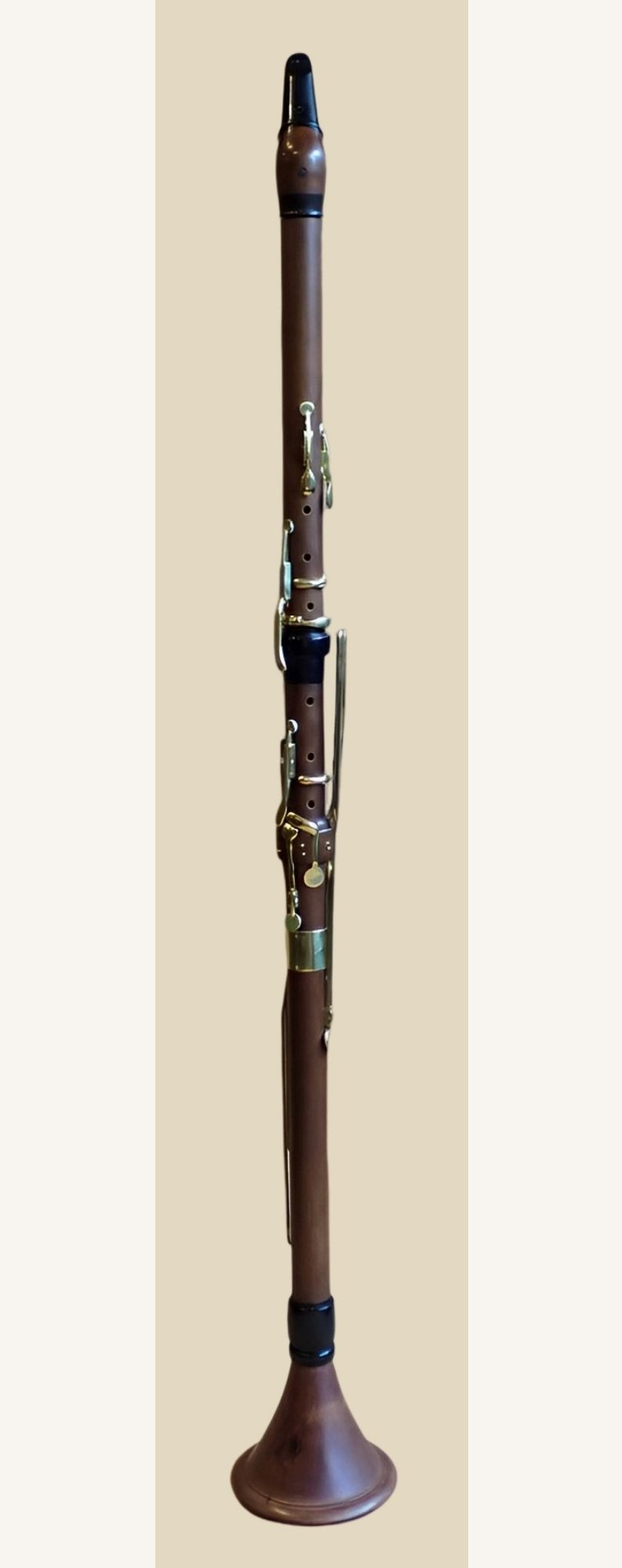
Romantisches Bassetthorn, gestreckte Bauweise

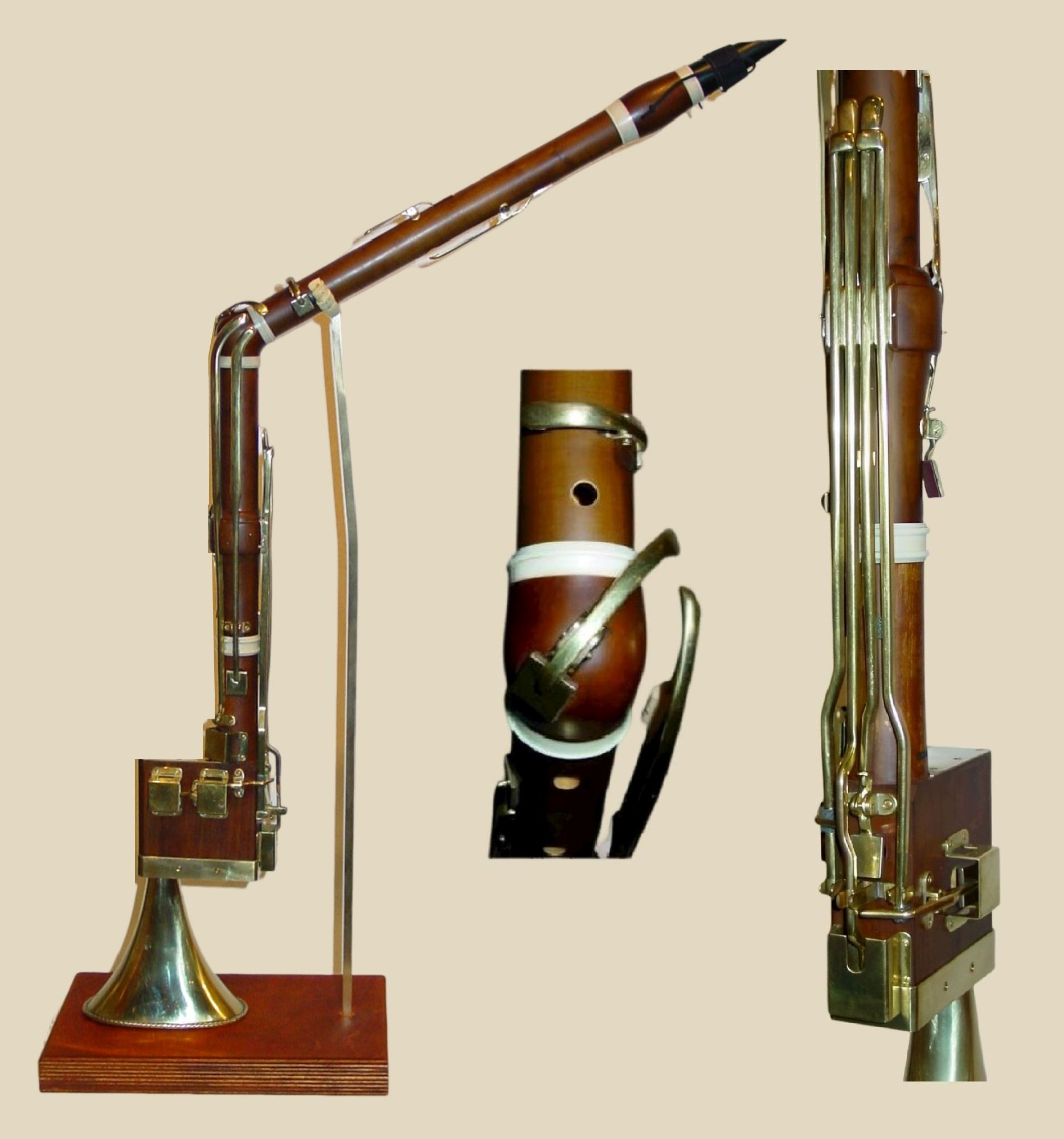
Bassetthorn chromatisch nach Theodor Lotz (Replica)

Der eigentümliche Klang des Bassetthorns, der dunkler, zarter und mischfähiger als der der Klarinette ist, wurde nur von wenigen Komponisten eingesetzt.
Besonders geliebt haben soll es Wolfgang Amadeus Mozart, der neben Bassetthorntrios (30 Terzette KV 439b) und -duos (12 Kegelduette KV 487, die erste erhaltene Bassetthornkomposition, 1767/68), auch dreistimmige Kanzonetten für Gesang und Bassetthörner komponierte und es im Orchester gerne für religiöse Inhalte einsetzte: Im Requiem tragen die beiden Bassetthörner zusammen mit zwei Fagotten zur einmaligen Orchesterfarbe bei, und in der Zauberflöte wird es mit Sarastro und seinen Priestern in Verbindung gebracht. In Mozarts Oper La clemenza di Tito ist die Arie der Vitellia (Nr. 23) Non più di fiori mit konzertierendem Solo-Bassetthorn komponiert. Weitere frühe Werke für Bassetthorn sind ein Konzert für Bassetthorn in G und kleines Orchester von Carl Stamitz, das für konventionelles Bassetthorn in F arrangiert und von Sabine Meyer aufgenommen wurde, sowie Konzerte von Heinrich Backofen, Alessandro Rolla, Alois Beerhalter, Alfred Baum, Luciano Berio, Luigi Bortolotti, Edgar Bredow, Franz Cibulka, Vincenzo Ciuffolotti, Jean-Luc Darbellay, Georg Druschetzky, Richard Dünser, Ivan Fedele, Willy, Focke, Matteo Franceschini, Heinrich Fuchs, Pietro Gomez, David Gow, Roland Häfner, David Philip Hefti, Willi Hess, Johannes Holik, Bertold Hummel, Geert van Keulen, Giselher Klebe, Caspar Kummer, Johann Georg Loesener, Frank Martin, Giovanni Simone Mayr, W. A. Mozart KV 621 b, Marc Bernard Naylor, Giuseppe Neroni, Carl Oestreich, Betty Olivera, Vincenzo Perrone, Franz Anton Pfeiffer, Stefano Pierini, Philipp Roeth, Kyle Rowan, Josef Ruzek, Georg Abraham Schneider, Herman Strategier, Marco Stroppa, Balduin Sulzer, Dimitri Terzakis, Alessandro Vessella und Thomas Lindsay Willman, u. a. (T. Grass, D. Demus: Musik-Katalog Ed. 2023).
Felix Mendelssohn Bartholdy komponierte zwei reizvolle Konzertstücke für Klarinette, Bassetthorn und Klavier. Hartmut Schmidt bearbeitete die Englischhornstimme seines Englischhornquartetts für Bassetthorn, weiter wird es in seinen Postkastengeschichten zur Charakterisierung des Frosches verwendet.
Exemplarisch für die Renaissance des Instruments Ende des 20. Jahrhunderts stehen die Werke, die Markus Stockhausen für die Musikerin Tara Bouman komponierte. Auch sein Vater Karlheinz Stockhausen verwendete das Bassetthorn, unter anderem auf der Bühne als Figur der „EVA“ in seinem Licht-Opernzyklus. Bernd Alois Zimmermann verwendet das Bassetthorn in seiner Komposition Photoptosis und Georg Benjamin in seiner ersten Oper The little Hill. Peter Schat verlangt drei Bassetthörner im Orchester in seinen Etüden für Klavier und Orchester. Jochen Feucht und Burkard Kunkel benutzen das Instrument im Jazz.
Seit April 2024 spielt Richard Haynes das Klarinettenkonzert von Mozart auf einem Bassetthorn in G (Abbildung links), für das Mozart das Konzert ursprünglich schreiben wollte (die ersten 199 Takte hatte er bereits fertiggestellt, bevor er zur Bassettklarinette in A wechselte).